# Eva Maria Schieffer
Eva Maria Schieffer (* 1971 in Krefeld) ist eine deutsche Blockflöten- und Traversflötenspielerin.

## Leben
Eva Maria Schieffer ist in Krefeld geboren und aufgewachsen und lebt und arbeitet in der Nähe von Paris. Sie tritt regelmäßig als Solistin und mit verschiedenen Ensembles auf. Weiterhin unterrichtet sie Flöte, Klavier, Harmonielehre und Gehörbildung und leitet zwei Chöre. Sie arbeitet außerdem als Deutschlehrerin.
Eva Maria Schieffer erhielt ihre musikalische Ausbildung in Köln an der Staatlichen Hochschule für Musik und an der Universität unter anderem von Ula Schmidt-Laukamp, Günther Höller, Paulo Álvares, David Smeyers und Martin Sandhoff. Sie schloss ihre Studien mit dem Ersten Staatsexamen für Musik und Englisch, mit dem Konzertexamen für Blockflöte, einem Kammermusikexamen für Alte Musik auf der Traversflöte und einem Examen für Zeitgenössische Musik ab.
Sie war Stipendiatin des Vereins „Yehudi Menuhin Live Music Now“ (Frankfurt), des Richard-Wagner-Verbandes, Düsseldorf, der Europäischen Akademie der schönen Künste (Montepulciano, Italien) und der Deutsch-Amerikanischen Gesellschaft in Krefeld. Sie hat an zahlreichen Masterclasses teilgenommen, unter anderem bei Marion Verbruggen, Han Tol, Bernhard Bahm und Jérôme Minis. Sie wurde weiterhin mit dem Förderpreis der Stadt Trier ausgezeichnet und war Finalistin beim internationalen Wettbewerb für Zeitgenössische Musik Nicati (Kategorie: Solisten) in Biel/Bienne, Schweiz.
Zusammen mit der österreichischen Gitarristin Barbara Lechner bildet sie das „TonArt – Duo für Flötentöne und Saitenblicke“, ein Ensemble, dessen Repertoire vom Mittelalter bis zur Moderne reicht, und sie ist Gründungsmitglied des „Bel Tempo“ – Ensemble für Alte Musik. Mit der Pianistin und Akkordeonistin Dorrit Bauerecker (Bonn) spielt sie in einem Duo für Zeitgenössische Musik und Improvisation. Außerdem tritt sie zusammen mit der Organistin Helga Schauerte (Paris) auf und arbeitet regelmäßig mit dem Komponisten Simon Rummel (Düsseldorf).
Als Solistin spielte sie mit dem Kölner Kammerorchester, dem Gürzenich-Orchester (Oper Köln), den Bochumer Symphonikern, dem Städtischen Orchester Trier und dem kurpfälzischen Kammerorchester (Mannheim) in der Kölner Philharmonie, im Théâtre de Champs-Elysées, Paris, im Prinzregenten-Theater, München und im Thürmersaal in Bochum. Sie ist bei zahlreichen Festivals aufgetreten, unter anderem bei den Festlichen Tagen der Musik, Trier, dem Oberstdorfer Musiksommer, Festival Orgel PLUS, Bottrop, Improvise, Bochum, und Europa-Bachfestival, Paris.
Über die Pflege ihres barocken Repertoires hinaus hat sie zahlreiche zeitgenössische Werke uraufgeführt, darunter Konzerte für Soloblockflöte und Sinfonieorchester.
Sie hat weiterhin einige CDs aufgenommen und bei Radioaufnahmen und -übertragungen mitgewirkt.